# Canibalismo en África

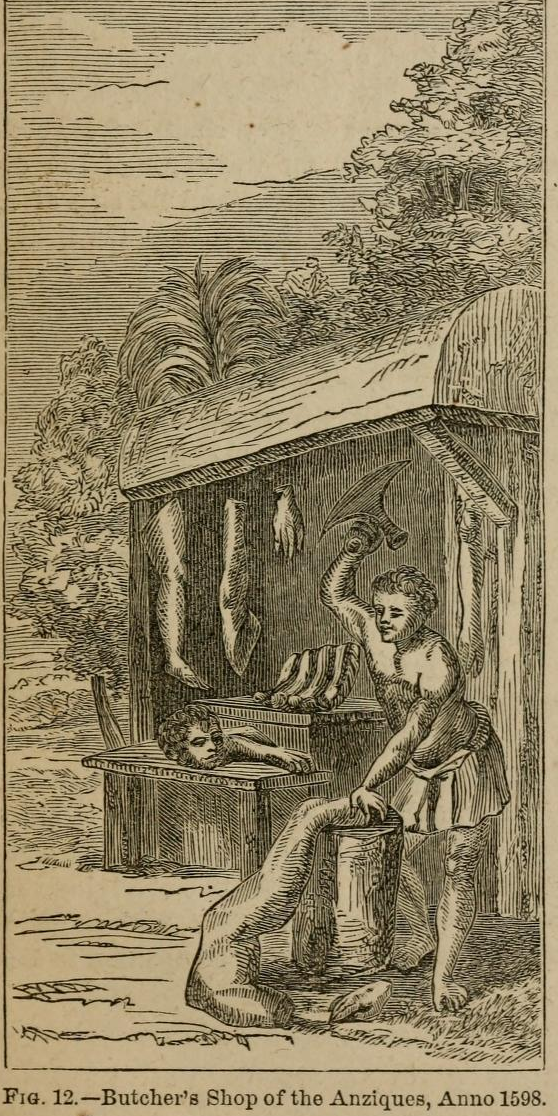
Venta de carne humana a finales del. Grabado de Theodor de Bry que ilustra el Informe del Reino del Congo de Filippo Pigafetta, que contiene el relato más antiguo conocido sobre canibalismo en África central.

Se han registrado casos de canibalismo en África en diversas partes del continente, desde tiempos prehistóricos hasta el siglo XXI. La evidencia más antigua de que los humanos arcaicos se consumían entre sí data de hace 1,45 millones de años en Kenia. Existen evidencias arqueológicas de canibalismo humano más tardías entre humanos anatómicamente modernos, pero su frecuencia sigue siendo desconocida. Más tarde, en África oriental, se decía que el dictador ugandés Idi Amin practicaba el canibalismo, y se han registrado casos de canibalismo voluntario y forzado durante la guerra civil de Sudán del Sur. Si bien la mención escrita más antigua conocida del canibalismo se encuentra en la tumba del rey egipcio Unis, evidencias posteriores de Egipto muestran que solo reaparece durante episodios ocasionales de hambruna severa.
Los registros más antiguos de canibalismo en África occidental son de autores musulmanes que visitaron la región en el siglo XIV. Relatos posteriores suelen atribuirlo a sociedades secretas como la Sociedad del Leopardo. También se documentaron prácticas caníbales entre varios pueblos nigerianos, como los igbo. Las víctimas eran generalmente enemigos muertos o capturados, desconocidos secuestrados y esclavos comprados. El canibalismo se practicaba para expresar odio y humillar a los enemigos, así como para evitar el desperdicio y porque la carne en general era escasa; la carne humana también se consideraba más sabrosa que la de los animales. Si bien su consumo durante tiempos de paz parece haber cesado, hay registros de actos caníbales en las guerras civiles de Liberia y Sierra Leona a finales del siglo XX y principios del XXI.
A finales del siglo XIX, el canibalismo parece haber sido especialmente frecuente en algunas partes de la cuenca del Congo. Si bien algunos grupos rechazaban la costumbre, otros se entregaban a la carne humana, a menudo considerándola superior a otras carnes. Los enemigos muertos o capturados podían consumirse, y a veces se perseguía a individuos de diferentes grupos étnicos con el mismo propósito. También se sacrificaban personas esclavizadas para la mesa, especialmente niños pequeños, que de otro modo no tenían mucha demanda pero eran elogiados por ser particularmente deliciosos. En algunas áreas, la carne humana y los esclavos destinados al consumo se vendían en los mercados. Aunque el canibalismo se volvió menos frecuente durante el Estado Libre del Congo colonial y su sucesor, dirigido por Bélgica, las autoridades coloniales parecen haber hecho poco para reprimir la práctica. La carne humana siguió apareciendo en las mesas hasta la década de 1950 y se consumió y vendió durante la Crisis del Congo en la década de 1960. Los informes ocasionales de canibalismo durante conflictos violentos continúan en el siglo XXI.
También se informó de canibalismo en el norte de la cuenca del Congo, que se extendió hasta la Guerra Civil de la República Centroafricana, que comenzó en 2012. Jean-Bédel Bokassa, dictador de la República Centroafricana, parece haber comido la carne de oponentes y prisioneros en la década de 1970.

## Norte de África

### Historia temprana

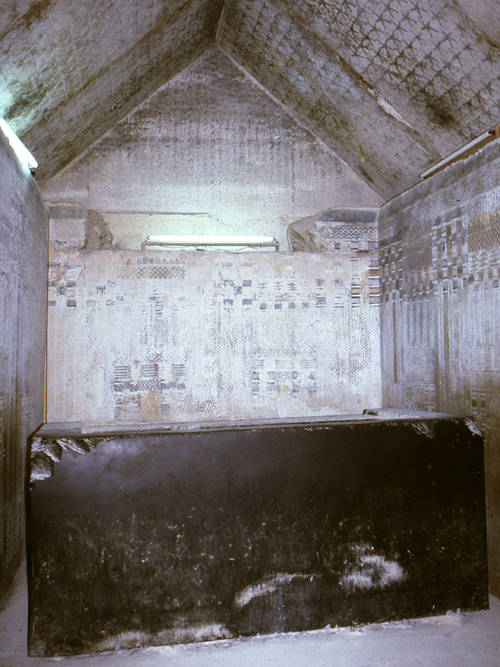
Sarcófago y cámara funeraria en la Pirámide de Unis, donde se encontró el Himno Caníbal.

El canibalismo se practicaba ocasionalmente en Egipto durante la época antigua y romana, así como posteriormente durante las hambrunas severas. La referencia escrita más antigua del mundo sobre el canibalismo puede ser la de la tumba del antiguo rey egipcio Unis (siglo XXIV a. C.). Contenía un himno de alabanza al rey que lo retrataba como un caníbal que devoraba tanto a «hombres» como a «dioses», lo que indicaba una actitud hacia el canibalismo bastante diferente de la moderna.
Dion Casio registró el canibalismo practicado por los bucoli, tribus egipcias lideradas por Isidoro contra Roma. Sacrificaron y consumieron ritualmente a dos oficiales romanos, haciendo un juramento sobre sus entrañas.

### Edad media
A principios del siglo XIII, el médico árabe Abd al-Latif al-Baghdadi vivía en El Cairo cuando una grave hambruna, causada por el fracaso del desbordamiento del Nilo, devastó el país. Según su detallada descripción, en el año 1200 d. C., la situación alimentaria se volvió tan grave que mucha gente recurrió al canibalismo. En repetidas ocasiones vio a «niños pequeños, asados o hervidos» enteros, ofrecidos para la venta en cestas en las esquinas de las calles. Una vez, incluso vio a «un niño cercano a la edad de la pubertad, que había sido encontrado asado»; dos jóvenes confesaron haber matado y cocinado al niño. En algunos casos, los niños fueron asados y ofrecidos para la venta por sus padres; otras víctimas fueron niños de la calle, que se habían vuelto muy numerosos y a menudo eran secuestrados y cocinados por personas que buscaban comida o ingresos adicionales. Al-Latif afirma que «los culpables rara vez eran atrapados en el acto, y sólo cuando eran descuidados». Las víctimas eran tan numerosas que a veces «dos o tres niños, incluso más, se encontraban en una sola olla».
Al-Latif señala que, si bien al principio, la gente se escandalizaba por tales actos,

finalmente ... se acostumbraron, y algunos concibieron tal gusto por estas carnes detestables que las convirtieron en su alimento habitual, comiéndolas por placer y ... [pensando] en una variedad de métodos de preparación ... El horror que la gente había sentido al principio desapareció por completo; uno hablaba de él, y oía hablar de él, como una cuestión de indiferencia cotidiana.

Para satisfacer los gustos de los ricos, los cocineros comenzaron a combinar carne humana con ingredientes exquisitos, como en Alejandría, donde un amigo de Al-Latif vio una vez «cinco cabezas de niños en un solo caldero, cocinadas con las especias más selecta». Esta comida «notable», añade Al-Latif, fue sólo uno «de los muchos acontecimientos de este tipo» que su amigo había vivido en esa ciudad.

## África occidental

### Edad media
Cuando el explorador marroquí Ibn Battuta visitó el Imperio de Mali en la década de 1350, se sorprendió al ver al sultán Souleyman dar «una esclava como parte de su regalo de recepción» a un grupo de guerreros de una región caníbal que habían venido a visitar su corte. «La mataron y se la comieron y se untaron la cara y las manos con su sangre y vinieron en agradecimiento al sultán». Le dijeron que el sultán hacía lo mismo cada vez que recibía a los invitados caníbales. Aunque era musulmán como el propio Ibn Battuta, consideraba que atender a las preferencias de sus visitantes era más importante que cualquier reserva que pudiera haber tenido sobre la práctica. Otros autores musulmanes que escribieron en esa época también informaron que el canibalismo se practicaba en algunas regiones de África occidental y que a veces se mataba a las esclavas para alimentarse, ya que «su carne es lo mejor que tenemos para comer».

### Era moderna temprana y colonial
Los exploradores coloniales y los nativos registraron costumbres caníbales entre los igbo y otros pueblos nigerianos. Varias personas tienen recuerdos de sus antepasados que comían carne humana unas pocas generaciones antes. Hasta la década de 1870 al menos, y en algunos casos hasta la década de 1900, los miembros muertos o capturados de grupos enemigos eran consumidos después de campañas de guerra exitosas, a veces en grandes cantidades. La carne de los enemigos se comía no solo para celebrar la victoria, sino también por razones de eficiencia. Dado que «alimentarse en el campo de batalla era difícil», los guerreros no estaban dispuestos a desperdiciar materia comestible. Pero también hay relatos que indican que los cautivos se dividían entre los vencedores, quienes los llevaban a casa para matarlos y comerlos. En 1895, un misionero alemán presenció la matanza de más de 40 prisioneros en un pueblo cerca de Akassa:

A cada momento pasaban junto a mí hombres, mujeres e incluso niños. Uno llevaba una pierna humana sobre el hombro, otro llevaba en sus manos los pulmones o el corazón de algún desafortunado niño Kroo. Varias veces me ofrecieron a mí mismo elegir uno de estos bocados, chorreando sangre.

Un motivo expresado repetidamente para consumir a los enemigos era el odio: al reducirlos a materia comestible que luego se digería, uno los aniquilaba, física y simbólicamente, logrando así la «venganza máxima». En algunas regiones, la gente también creía que el espíritu de una persona generalmente sobreviviría a su cuerpo físico, pero que el espíritu también tenía que morir si el cuerpo era destruido, por lo que se empleaba el canibalismo para lograr la destrucción total que la matanza por sí sola no podía lograr.
Sin embargo, los enemigos no eran las únicas víctimas. Varios informes indican que también se podía comer a extraños secuestrados o esclavos comprados. En algunas áreas, cualquier extraño solitario corría el riesgo de ser secuestrado y esclavizado o, especialmente si se lo consideraba menos valioso para vender, asesinado y consumido. Los relatos orales indican que a principios del siglo XX, aunque el comercio abierto de esclavos era entonces una cosa del pasado, «la gente era secuestrada y asesinada y comidos, vendidos o sacrificados a uno u otro dios». Las víctimas eran a menudo niños que jugaban o viajeros solitarios. En épocas anteriores, cuando la esclavitud era todavía una institución aceptada, los niños pequeños comprados en otras regiones a veces eran engordados deliberadamente, «guardados en corrales» como animales, antes de ser «asesinados y horneados». El clérigo y archidiácono George Basden señala que las personas esclavizadas en general «no tenían derechos personales» y que «en ciertos distritos no era raro que se adquirieran para proporcionar un suministro de carne», o cuando se necesitaba una víctima para un sacrificio humano.
El consumo de extraños secuestrados o esclavos comprados difícilmente podía deberse al odio, y de hecho el antropólogo británico Charles Kingsley Meek descubrió que la razón más frecuente que escuchaba de los caníbales o ex caníbales en el norte de Nigeria era que la carne humana se comía «puramente como carne». La gente no quería desperdiciar la oportunidad de comer buena carne cuando la veían, y las vidas de los enemigos o de los forasteros no les preocupaban. Su colega Percy Amaury Talbot observó lo mismo entre los igbo y otros habitantes del sur de Nigeria: se comía carne humana debido a un «gran anhelo por la carne». La mayoría de la gente consideraba la carne un lujo raro y no veía motivos para ser aprensivos sobre cómo la obtenían, siempre que no viniera de familiares o amigos. Además, la carne humana era preferida a la de los animales por razones gastronómicas: se consideraba la más sabrosa de todas las carnes debido a su «suculencia» y dulzura (seguida por la carne de mono como segunda mejor). Los niños pequeños eran los más apreciados, ya que «cuanto más joven es la persona, más tiernas son las 'articulaciones'».

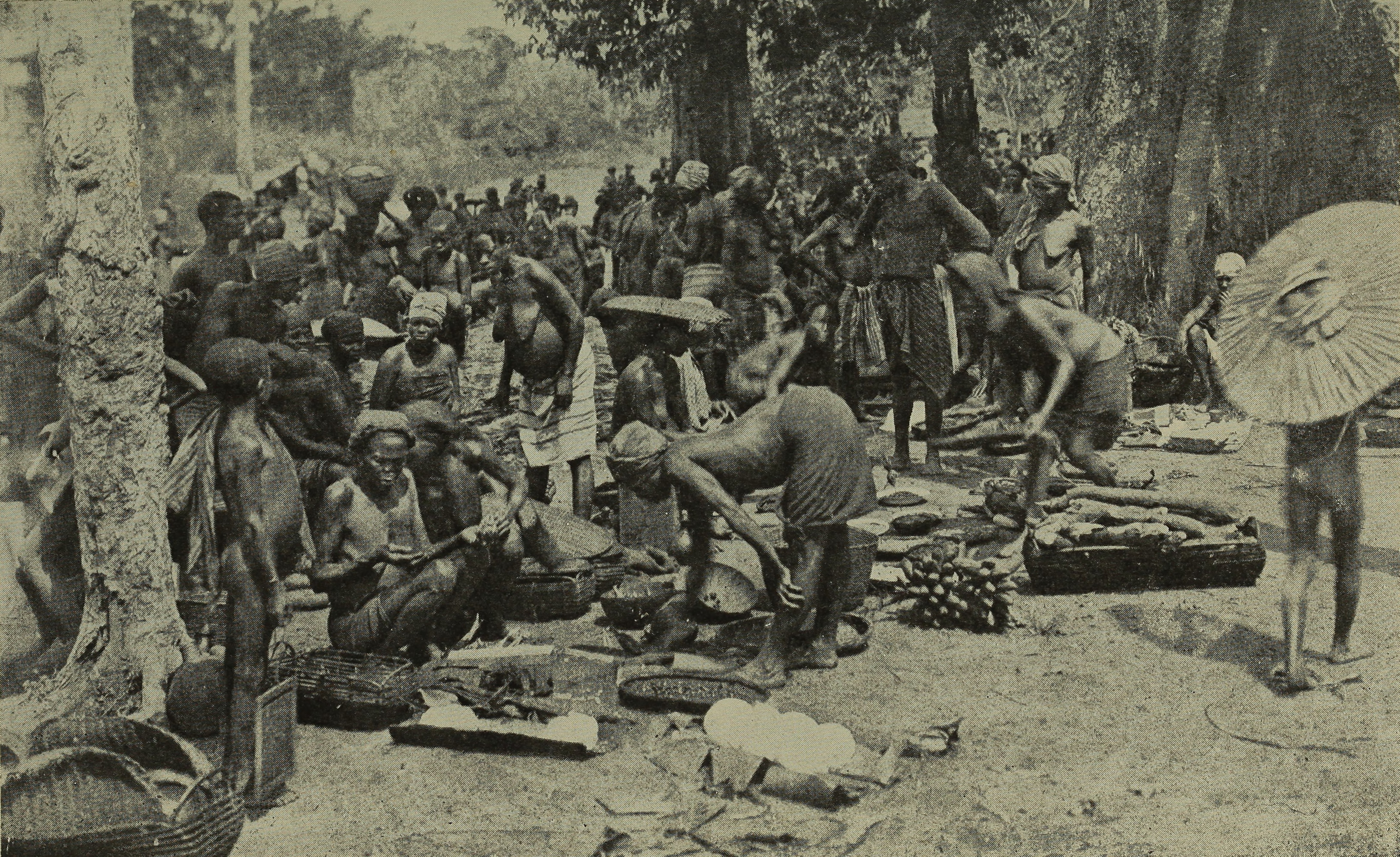
Un mercado Igbo, fotografiado por George Basden a principios del

Los misioneros y viajeros informaron que la carne humana se ofrecía a la venta en los mercados «en muchas partes de Nigeria». Según Basden, que pasó más de 30 años en el país, en algunas regiones del sur, tenía un precio de mercado bien establecido y se vendía como cualquier otra mercancía; por lo general provenía de prisioneros de guerra, extraños secuestrados y esclavos comprados o intercambiados. Mientras viajaba cerca de Onitsha alrededor del año 1900, Basden descubrió que sus sirvientes y porteadores habían comido carne humana repetidamente. Una vez que estuvieron seguros de que no les guardaba rencor, hablaron libremente sobre la costumbre, incluidas sus partes del cuerpo preferidas. Señala que estos y otros antiguos caníbales que conoció eran a menudo «gente bastante bondadosa», pero también que en la sociedad tradicional igbo, el canibalismo y los sacrificios humanos se aceptaban como prácticas habituales, no controvertidas: la gente no los veía como pecaminosos o incorrectos.

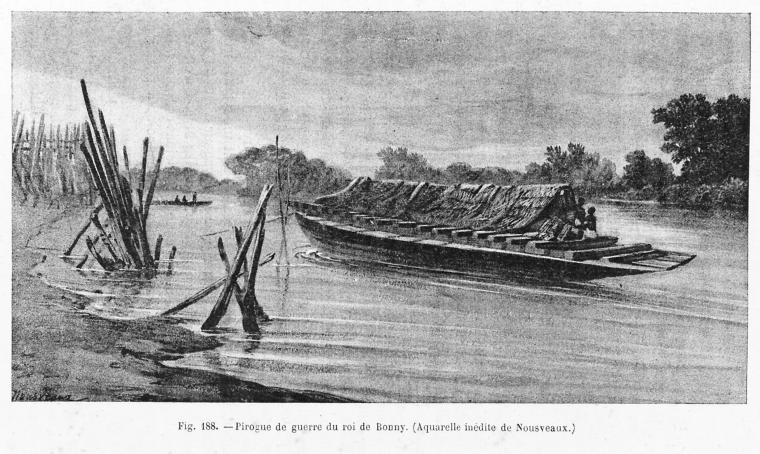
Canoa real del Reino de Bonny, 1890.

El rey George Oruigbiji Pepple del Reino de Bonny (gobernó entre 1866 y 1883) puso en una situación embarazosa a sus aliados británicos al «celebrar el aniversario de la muerte de su padre con un banquete caníbal». Cuando los británicos se lo reprocharon, respondió que simplemente había mantenido una «costumbre de su país» consagrada desde hacía mucho tiempo, que también practicaban sus antepasados.

### SigloXXhasta la actualidad

#### Sociedades secretas

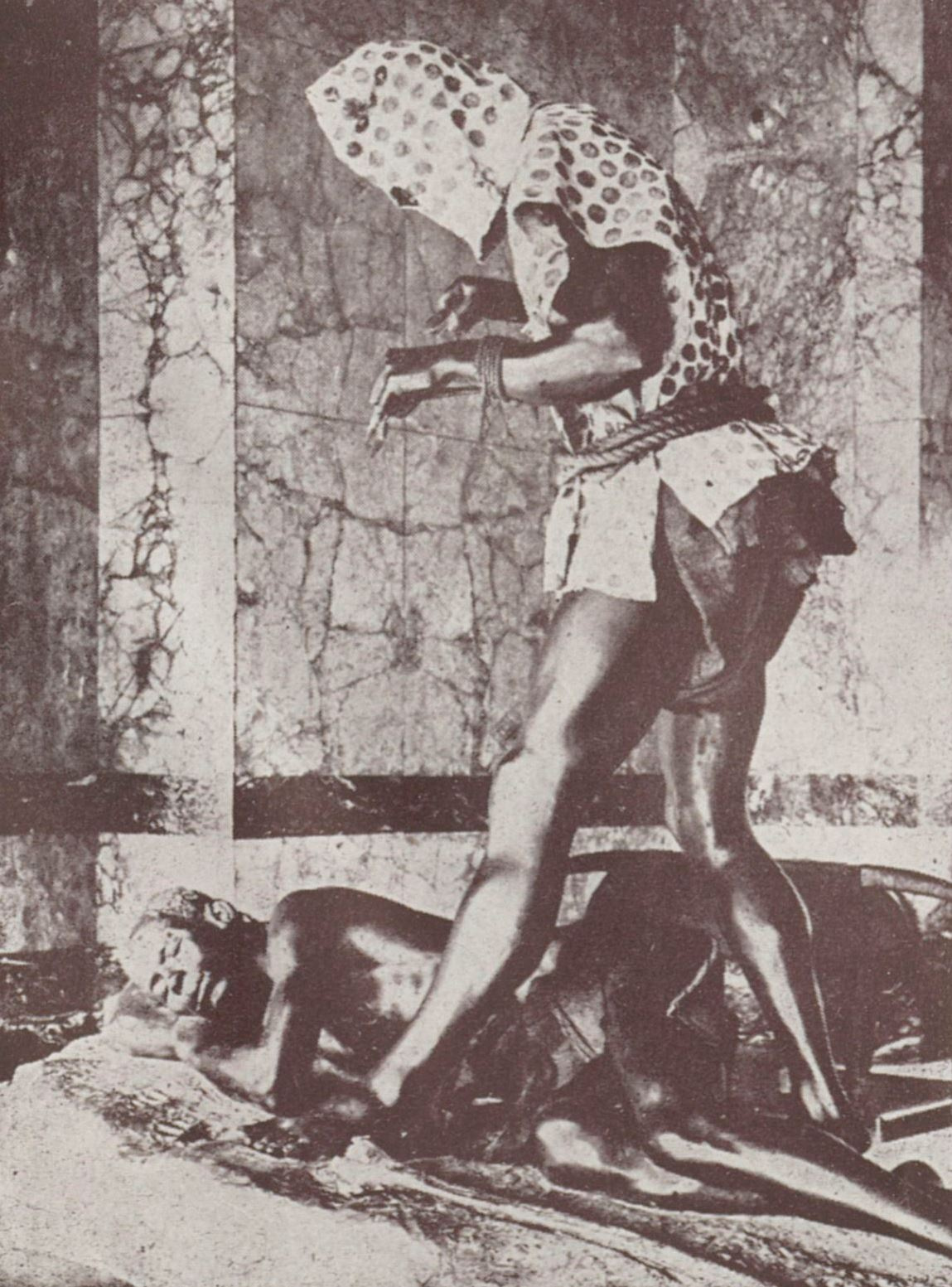
Una escultura de Paul Wissaert que representa a un hombre leopardo, 1913.

La Sociedad del Leopardo fue una sociedad secreta caníbal que existió hasta mediados del siglo XX y que operaba principalmente en regiones que hoy pertenecen a Sierra Leona, Liberia y Costa de Marfil. Los hombres leopardo se vestían con pieles de leopardo y supuestamente acechaban a los viajeros con armas afiladas en forma de garras y dientes de leopardo. La carne de las víctimas era extraída de sus cuerpos y distribuida entre los miembros de la sociedad.
Durante una investigación de campo realizada en la década de 1960 entre el pueblo mano en el centro-norte de Liberia, el antropólogo estadounidense James Riddell recopiló declaraciones detalladas sobre las Sociedades del Leopardo y del Cocodrilo que habían estado activas en esa zona, incluso de antiguos miembros de estas sociedades. Habían estado compuestas por hombres de diferentes pueblos y su objetivo principal había sido organizar el comercio entre estos pueblos, que de otro modo eran unidades políticas independientes. Solo se permitía unirse a los hombres que podían controlar el trabajo de muchos dependientes, ya que la organización del comercio, el transporte y la protección de los bienes comerciales requerían mucha mano de obra. Los que querían participar tenían que sacrificar a un miembro de su «propio grupo doméstico en un festín caníbal» para demostrar que tenían suficientes dependientes con cuyos servicios podían contribuir; el supuesto acecho de viajeros era sólo un truco para ocultar la conexión entre la víctima y el hombre que había elegido sacrificarlos.
Si bien los observadores anteriores no conocían el contexto específico de estos ritos, algunos de ellos sabían que las víctimas a menudo eran familiares de los perpetradores. En la década de 1920, Lady Dorothy Mills habló con varios comisionados de distrito que intentaron procesar judicialmente a miembros de la Sociedad del Leopardo involucrados en asesinatos caníbales. Señaló: «Los miembros se ofrecen y ayudan a conseguir a alguien de su propia familia para el sacrificio. Un hombre ofrece a su esposa o a su hijo o a su hermano menor». Para evitar sospechas, la víctima elegida era generalmente secuestrada fuera de su casa, pero Mills también habló con un hombre que había presenciado cómo un grupo de «leopardos» asaltó una casa, llevándose a un hombre y un niño que habían estado durmiendo allí, supuestamente como víctimas para su siguiente banquete.
En un juicio penal en la década de 1900, un miembro de la Sociedad del Leopardo confesó que había estado presente cuando una niña donada por otro miembro de la sociedad había sido asesinada y que había comido de su carne. En este caso, la víctima era una esclava comprada, no un pariente del donante. La niña fue asesinada y decapitada por su dueño, quien luego dividió el cadáver en cuatro partes cortándolas «por el centro y a lo ancho». La carne fue cocinada y comida por los miembros de la sociedad; algunos que no habían podido estar presentes durante la ceremonia también recibieron sus partes y las comieron más tarde.
En otro juicio unos años después, un hombre declaró que otro miembro de la sociedad había ofrecido voluntariamente a su sobrina para el sacrificio. Después de que la niña fuera apuñalada hasta la muerte con un gran cuchillo y cortada en pedazos, toda su carne fue asada en un fuego abierto y comida por los miembros de la sociedad, incluido el testigo. Los miembros más importantes podían elegir sus partes preferidas, mientras que los demás debían conformarse con lo que quedaba. Todo fue comido, incluidos los órganos comestibles; solo los huesos y el cráneo de la niña, limpios de toda carne, quedaron atrás cuando terminó el banquete. Debido a este testimonio y otras pruebas, el tío de la niña fue declarado culpable de asesinato y luego ejecutado. Otros juicios mostraron patrones similares de hombres que ofrecían a dependientes, a menudo parientes, para el sacrificio y el consumo. Si bien todos los miembros de la sociedad parecen haber sido hombres adultos, las víctimas comidas eran generalmente «niños y niñas jóvenes».

#### Guerras civiles
En la década de 1980, Médicos Sin Fronteras, la organización médica internacional sin fines de lucro, proporcionó a los representantes de Amnistía Internacional pruebas fotográficas y documentales de festines caníbales ritualizados entre los participantes en la primera guerra civil liberiana. Amnistía Internacional se negó a hacer público este material; el secretario general de la organización, Pierre Sané, dijo en ese momento en una comunicación interna que «lo que hacen con los cuerpos después de que se cometen violaciones de los derechos humanos no forma parte de nuestro mandato ni de nuestra preocupación». Posteriormente se verificó la existencia de canibalismo a gran escala en Liberia.
Unos años más tarde, aparecieron informes de actos caníbales cometidos durante la segunda guerra civil liberiana y la guerra civil de Sierra Leona.

## África central septentrional

### Era moderna temprana y colonial
Varias fuentes indican que el canibalismo se practicaba en Darfur (oeste de Sudán) y en el vecino Imperio uadai (hoy sureste de Chad). Mohamed ben ʿAlī ben Zayn al-ʿĀbidīn de Túnez, que visitó la zona alrededor de 1820, afirma que a menudo se conservaba a los prisioneros de guerra para matarlos y comerlos posteriormente. Sin embargo, la expansión del Islam había acabado con la costumbre en algunas zonas en el momento de su estancia. Uno de los jefes locales le envió una vez un «hermoso» niño esclavo de 12 años, junto con un cuchillo y un cuenco para recoger la sangre. Cuando Zayn al-ʿĀbidīn le preguntó sobre el significado de esto, le explicó: «Te lo envié como regalo para que lo mataras y lo comieras». Zayn al-ʿĀbidīn reprochó al jefe que se comiera a la gente, pero este no entendió sus objeciones. Como el niño había sido capturado de una tribu hostil, argumentó, no había nada de malo en comérselo, y agregó que, especialmente, «un muchacho con una carne tan tierna y fresca como ésta es comido sin demora». Al día siguiente, otros dos jefes le dieron a Zayn al-ʿĀbidīn dos pequeñas esclavas como regalos con el mismo propósito. En lugar de matar a los tres niños, los mantuvo como sirvientes durante el resto de su viaje y luego los vendió en Túnez por una buena ganancia.
En 1872, el autor ruso Yegor Kovalevsky informó que un amigo comerciante suyo había sido invitado a una comida caníbal por los habitantes de un asentamiento cerca de la parte alta del río Bahr el Gazal: «queriendo darle una buena comida, [ellos] mataron a un esclavo y cocinaron su carne para la cena». Varios otros viajeros, entre ellos Gustav Nachtigal, confirmaron que el canibalismo se practicaba en Darfur y Uadai, especialmente entre algunos de los masalits.
Nachtigal también afirma que al menos hasta la época de Sulaymán Solong (que gobernó en el siglo XVII), y muy posiblemente hasta principios del siglo XIX, se había llevado a cabo regularmente un sacrificio humano seguido de canibalismo en el Sultanato de Darfur. Cada año, una niña virgen en la pubertad temprana era asesinada ceremonialmente y su carne era comida por los dignatarios locales. Para cuando él visitó, un sacrificio de ganado había reemplazado al humano.
Varias fuentes también indican que algunos grupos de los azande, que vivían al norte de la cuenca del Congo y en sus regiones nororientales, comían carne humana, especialmente durante y después de las campañas de guerra.

### SigloXXhasta la actualidad

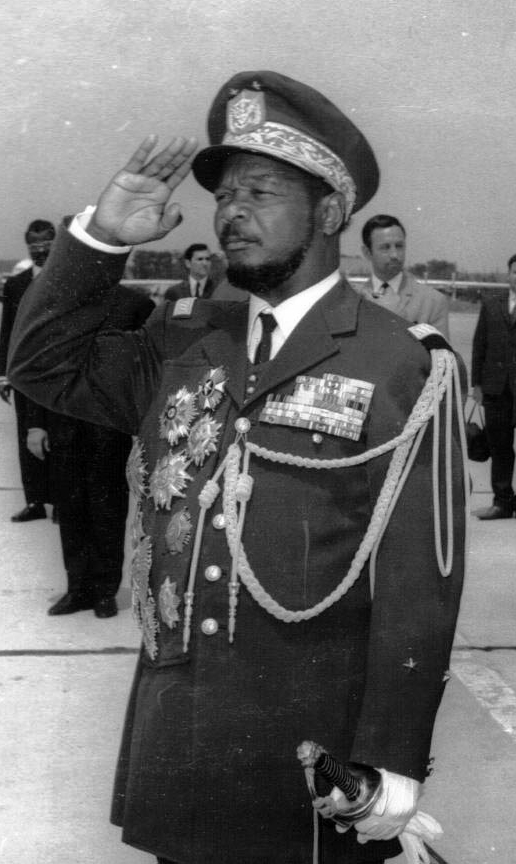
Jean-Bédel Bokassa, emperador autoproclamado, sospechoso de canibalismo.

También se ha informado de casos de canibalismo en la República Centroafricana. Jean-Bédel Bokassa gobernó el país de 1966 a 1979 como dictador y, finalmente, como emperador autoproclamado. Los rumores de que le gustaba comer la carne de sus oponentes y de sus presos políticos fueron corroborados por varios testimonios durante su eventual juicio en 1986/1987. El sucesor de Bokassa, David Dacko, declaró que había visto fotografías de cuerpos descuartizados colgados en las cámaras frigoríficas del palacio de Bokassa inmediatamente después de tomar el poder en 1979. Estas fotos u otras similares, que se dice que muestran un congelador que contiene los cuerpos de escolares arrestados en abril de 1979 durante las protestas y golpeados hasta la muerte en la masacre de la prisión de Ngaragba en 1979, también fueron publicadas en la revista Paris Match. Durante el juicio, el ex chef de Bokassa testificó que había cocinado repetidamente carne humana de los congeladores del palacio para la mesa de su jefe. Aunque Bokassa fue declarado culpable de asesinato en al menos veinte casos, el cargo de canibalismo no se tuvo en cuenta para el veredicto final, ya que el consumo de restos humanos se considera un delito menor según la legislación de la República Centroafricana. Todos los delitos menores cometidos anteriormente habían sido perdonados por una amnistía general declarada en 1981.
Se informó de que otros actos de canibalismo tuvieron como objetivo a la minoría musulmana durante la guerra civil de la República Centroafricana que comenzó en 2012.

## Cuenca del Congo

### Era moderna temprana y colonial

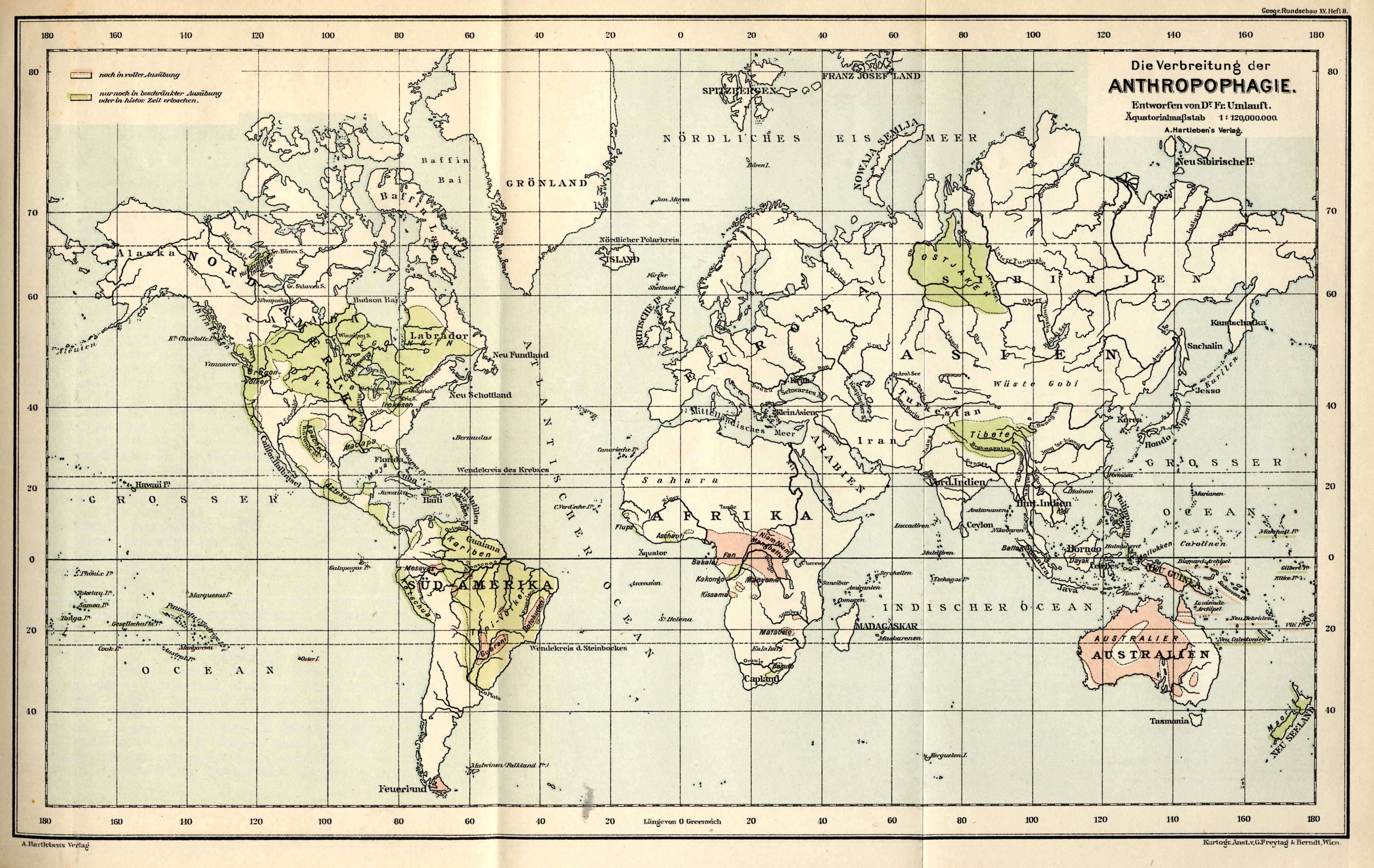
Mapa alemán publicado en 1893 que muestra la distribución del canibalismo humano según la opinión de los editores. Las áreas rosadas se consideraban que todavía eran «totalmente» caníbales en ese momento; las áreas verde claro se consideraban caníbales en el pasado o raramente.

El canibalismo se practicaba ampliamente en algunas partes de la cuenca del Congo, aunque no era universal. Algunos pueblos, como los bakongo, rechazaban la práctica por completo. En otras regiones, la carne humana se comía «solo ocasionalmente para marcar una ocasión ritual particularmente significativa, pero en otras sociedades del Congo, tal vez incluso una mayoría a fines del siglo XIX, la gente comía carne humana siempre que podía, diciendo que era mucho más sabrosa que otras carnes», señala el antropólogo Robert B. Edgerton.
Muchas personas no solo admitieron libremente comer carne humana, sino que se sorprendieron cuando escucharon que los europeos no la comían. El antropólogo Emil Torday, que pasó casi diez años en la cuenca del Congo a principios del siglo XX, observó: «No se avergüenzan del canibalismo y admiten abiertamente que lo practican por su gusto por la carne humana», siendo la principal razón del canibalismo una preferencia gastronómica por tales platos. Torday una vez recibió «una porción de un muslo humano» como un regalo bien intencionado y a otros europeos se les ofrecieron trozos de carne humana como gestos de hospitalidad. La gente esperaba ser recompensada con carne humana fresca por servicios bien realizados y se decepcionaban cuando recibían algo más en su lugar.
Además de los enemigos muertos o capturados en la guerra, las personas esclavizadas eran víctimas frecuentes. Muchos «niños sanos» murieron «para proporcionar un festín a sus dueños». Los niños esclavos jóvenes corrían un riesgo particular, ya que no tenían mucha demanda para otros fines (y, por lo tanto, eran baratos), mientras que su carne era ampliamente elogiada como especialmente deliciosa, «así como muchos consumidores de carne modernos prefieren el cordero al cordero adulto y la ternera a la vaca». Tales actos no se consideraban controvertidos: la gente no entendía por qué los europeos se oponían a la matanza de esclavos, mientras que ellos mismos mataban y comían cabras; argumentaban que ambas eran «propiedad» de sus dueños, para ser utilizadas como les placiera.
Un tercer grupo de víctimas eran personas de otros grupos étnicos, que en algunas áreas eran «cazadas para comer» al igual que los animales. Muchas de las víctimas, que generalmente eran asesinadas con flechas envenenadas o con garrotes, eran «mujeres y niños ... que se habían aventurado demasiado lejos de casa mientras recogían leña o buscaban agua potable» y que eran atacados «porque eran más fáciles de dominar» y también se consideraban más sabrosos que los hombres adultos.

### Comercio de carne humana y de personas para el consumo

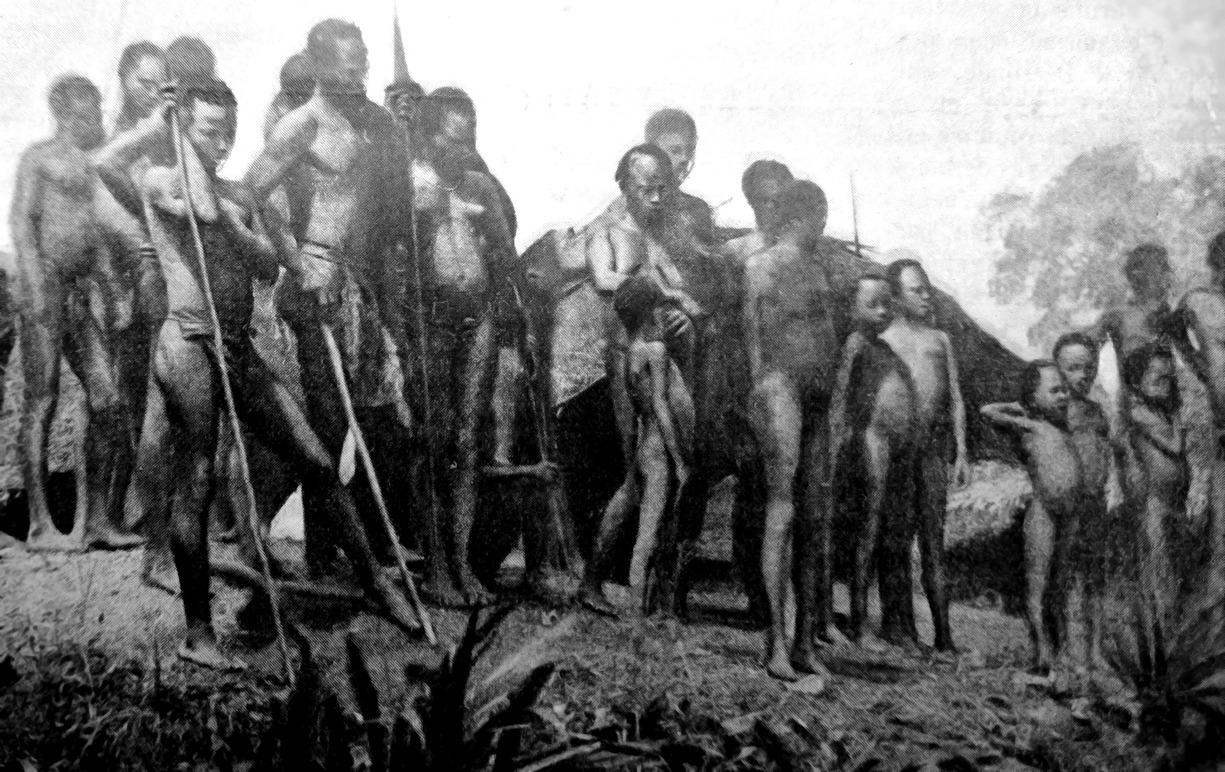
Niños capturados cerca del río Lulonga durante una redada y a punto de ser vendidos en el río Ubangi, donde el canibalismo estaba muy extendido, «como carne para el matadero». Fotografía de 1889, publicada en Le Mouvement Géographique.

En algunas regiones, existía un comercio regular de personas esclavizadas destinadas a ser comidas, y la carne de los esclavos recientemente masacrados también estaba disponible para su compra. Algunas personas engordaban a los niños esclavos para venderlos para el consumo; si un niño así enfermaba y perdía demasiado peso, su dueño lo ahogaba en el río más cercano en lugar de desperdiciar más comida en él, como presenció una vez un misionero francés. La carne humana que no se vendía el mismo día se ahumaba, por lo que podía «venderse a placer» durante las semanas posteriores. Los europeos a menudo dudaban en comprar carne ahumada, ya que sabían que «el ahumado de la carne humana para preservarla estaba ... muy extendido», pero una vez que la carne se ahumaba, su origen era difícil de determinar.
Varios informes indican que las personas esclavizadas vivas eran expuestas en los mercados para que los compradores pudieran elegir qué partes del cuerpo comprar antes de que la víctima fuera masacrada y la carne distribuida.

A menudo sucede que la pobre criatura destinada al cuchillo es expuesta para su venta en el mercado. Camina de un lado a otro y los sibaritas acuden a examinarlo. Describen las partes que prefieren, una el brazo, otra la pierna, el pecho o la cabeza. Las partes que se compran están marcadas con líneas de ocre de color. Cuando se vende el cuerpo entero, el desgraciado es asesinado.

Esta costumbre, que se ha reportado tanto en el centro del río Congo como en el Ubangi en el norte, parece haber estado motivada por el deseo de obtener carne fresca en lugar de ahumada, ya que sin refrigeración no había otra forma de evitar que la carne se estropeara rápidamente.
En general, las personas esclavizadas y su carne no eran caras. En algunas áreas, la carne humana era hasta el doble de cara que la carne animal, mientras que en otros lugares, ambos precios eran comparables. En las regiones donde se compraban esclavos rutinariamente para la mesa, sus precios a menudo estaban «determinados por la cantidad de carne» en sus cuerpos. Una joven podía ser comprada por el precio de una cabra enana o incluso más barata, mientras que por un hombre corpulento y gordo se cobraban hasta cuatro cabras. «Si hay tanto para comer en un hombre como en tres cabras, se paga el precio de tres cabras», le dijo un colono al misionero Samuel Lapsley en la región de Kasai. Los cerdos eran normalmente más caros que los esclavos –«dos mujeres corrientes pueden ser compradas por el precio de un cerdo», observó el artista británico Herbert Ward. Esto no significa, sin embargo, que la carne humana fuera un plato diario para muchos; en cambio, como en otras sociedades preindustriales, la carne parece haber sido un manjar bastante raro que la mayoría de la gente podía comer solo de vez en cuando.

### Canibalismo de guerra

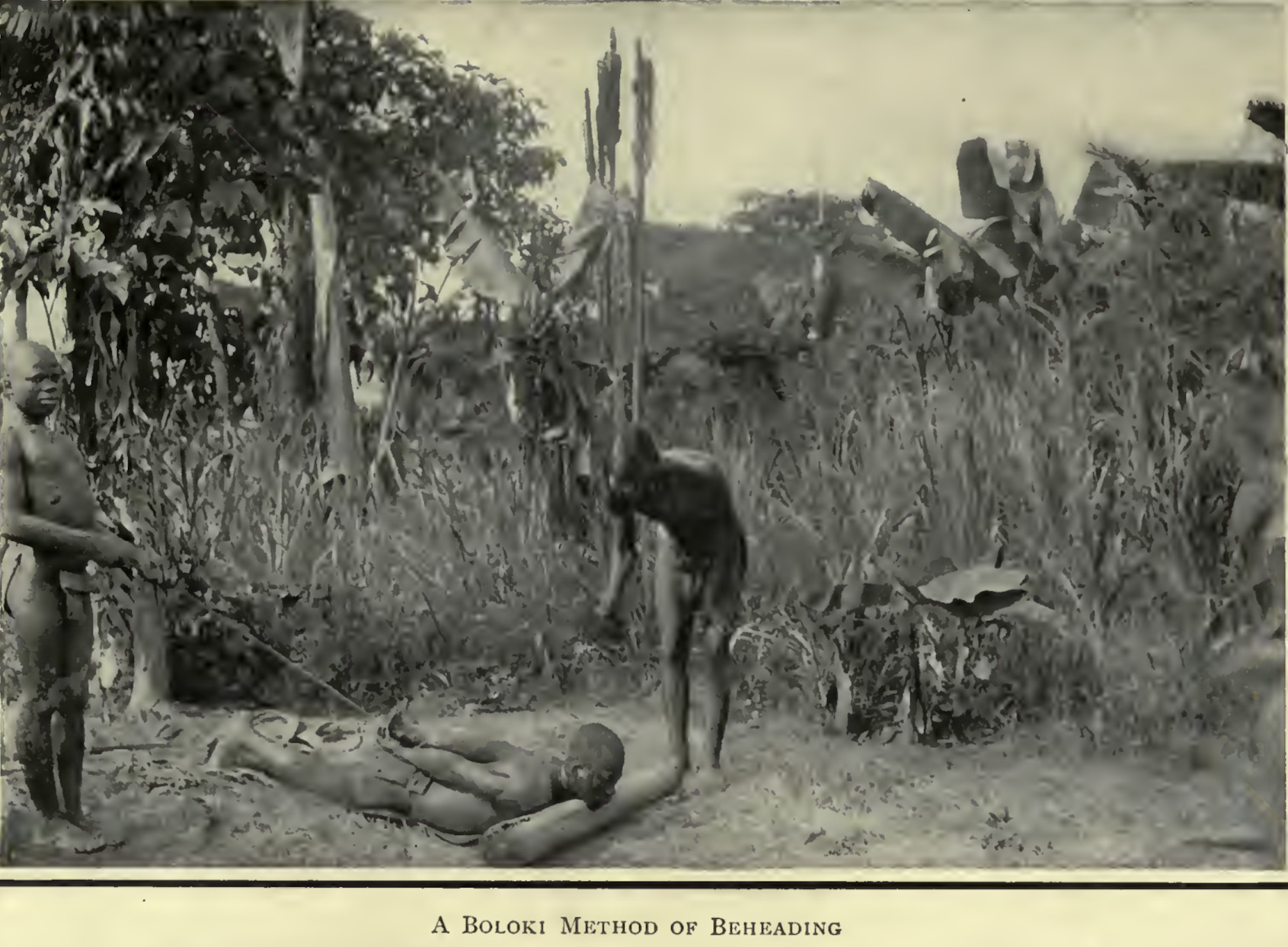
Prisionero a punto de ser decapitado entre los boloki cerca del río Ruki. En esta zona, los enemigos capturados solían ser rescatados, vendidos como esclavos o asesinados y comidos.

Los enemigos muertos o capturados eran otro tipo de víctimas, incluso durante las guerras libradas por el estado colonial. Durante la guerra de 1892-1894 entre el Estado Libre del Congo y las ciudades-estado suajili-árabes de Nyangwe y Kasongo en el este del Congo, hubo informes de canibalización generalizada de los cuerpos de los combatientes derrotados por los aliados batetela del comandante belga Francis Dhanis. En abril de 1892, 10 000 batetelas, bajo el mando de Gongo Lutete, unieron fuerzas con Dhanis en una campaña contra los líderes suajili-árabes Sefu y Mohara. Después de una escaramuza temprana en la campaña, el oficial médico de Dhanis, el capitán Sidney Langford Hinde, «notó que los cuerpos tanto de los muertos como de los heridos habían desaparecido». Cuando la lucha estalló de nuevo, Hinde vio a sus aliados batetela dejar caer brazos, piernas y cabezas humanas en el camino; Ahora, tuvo que aceptar que realmente los habían «llevado para alimentarse», algo de lo que inicialmente había dudado.
Según Hinde, la conquista de Nyangwe fue seguida por «días de banquetes caníbales», durante los cuales se comieron a cientos de personas, y solo se guardaron sus cabezas como recuerdo. Durante este tiempo, Lutete «se escondió en su oficina, horrorizado por la vista de miles de hombres fumando manos humanas y chuletas humanas en sus fogatas, lo suficiente para alimentar a su ejército durante muchos días». Hinde también señaló que la ciudad batetela de Ngandu había «al menos 2000 cráneos humanos pulidos» como un «pavimento blanco sólido frente» a sus puertas, con cráneos humanos coronando cada poste de la empalizada.

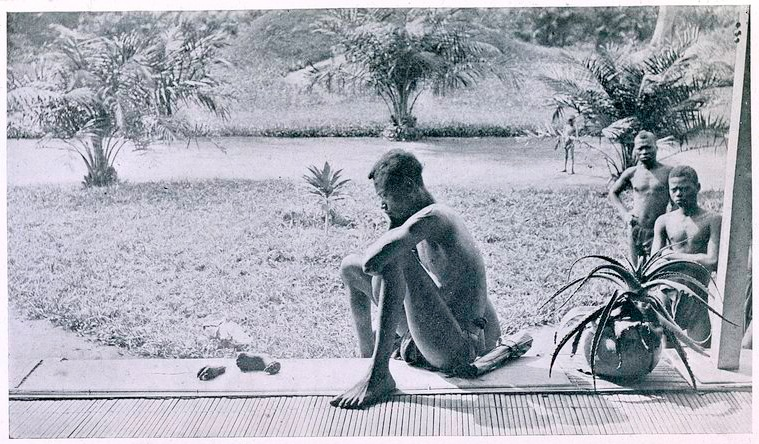
Un hombre congoleño, Nsala, mira la mano y el pie cortados de su hija de cinco años que fue asesinada, cocinada y canibalizada por miembros de la Force Publique del Estado Libre del Congo en 1904.

Poco después, la población superviviente de Nyangwe se alzó en una rebelión, durante cuya brutal represión el nuevo gobierno mató a mil alborotadores. Un joven oficial belga escribió a su casa: «Afortunadamente, los hombres de Gongo ... se los comieron [en pocas horas]. Es horrible, pero sumamente útil e higiénico ... ¡Me habría horrorizado la idea en Europa! Pero aquí me parece bastante natural. No muestren esta carta a nadie indiscreto». Hinde también comentó con aprobación sobre la minuciosidad con la que los caníbales «eliminaron a todos los muertos, sin dejar nada ni siquiera para los chacales, y así nos salvaron, sin duda, de muchas epidemias». En general, la administración del Estado Libre parece haber hecho poco para suprimir las costumbres caníbales, a veces incluso tolerándolas o facilitándolas entre sus tropas auxiliares y aliados. Se dice que algunos de sus funcionarios europeos se acostumbraron a comer carne humana, desarrollando «un gusto» por ella.
En agosto de 1903, el diplomático británico Roger Casement escribió desde el lago Tumba a un colega consular: «La gente de aquí es toda caníbal ... También hay enanos (llamados Batwas) en el bosque que son incluso peores caníbales que el entorno humano más alto. ¡Comen carne humana cruda! Es un hecho». Añadió que los asaltantes «derribarían a un enano en el camino a casa, para la olla de cocción marital ... Los enanos, como digo, prescinden de las ollas de cocción y comen y beben a sus presas humanas recién cortadas en el campo de batalla mientras la sangre todavía está caliente y fluyendo. Estos no son cuentos de hadas..., sino la horrible realidad real en el corazón de esta pobre y desdichada tierra salvaje».

### Actitudes
Torday y otros observadores señalan que, si bien el canibalismo estaba muy extendido, las sociedades congoleñas no carecían de reglas. La gente no mataba y se comía a otros al azar, sino que había convenciones claras sobre quién podía ser comido y quién no. En general, todos estaban a salvo en sus propias comunidades: rara vez se comían a los parientes y vecinos y, desde luego, no se los mataba con ese propósito. En algunas zonas, los restos mortales de los parientes fallecidos se consumían «por piedad» en actos no violentos de canibalismo funerario, pero esos actos estaban muy lejos del canibalismo gastronómico que se podía encontrar en muchos otros lugares.
Por otra parte, cuando se mataba a personas para consumirlas, siempre pertenecían a grupos específicos que se consideraban prescindibles o incluso era bueno deshacerse de ellos: normalmente, enemigos y personas esclavizadas y, en aquellas regiones donde las personas de grupos no relacionados se consideraban presas legítimas, más o menos cualquier extranjero que no perteneciera a la propia comunidad o a una comunidad con la que se tuvieran relaciones amistosas. Otro grupo de víctimas eran criminales considerados culpables de un delito grave. Por lo general, no se los comía en su comunidad de origen, pero en algunas regiones se los vendía a pueblos vecinos que luego los mataban y se los comían, lo que en realidad era la ejecución de una pena de muerte.
Con esta salvedad (no se podía comer a todo el mundo, sólo a ciertas personas), muchos congoleños no compartían las actitudes negativas hacia el canibalismo que se observaban en otras regiones. «Por el contrario, la gente expresaba su gran aprecio» por la «carne que habla» (como se solía llamar a la carne humana) «y no podía comprender las reacciones histéricas del lado del hombre blanco», como señala Kajsa Ekholm Friedman. Aquellos que se podían comer eran tratados con total despreocupación, y tanto los comentarios como el comportamiento indicaban que la gente parecía considerarlos poco diferentes de los animales, sin entender por qué no se los debía matar y comer si era aceptable comer estos últimos.

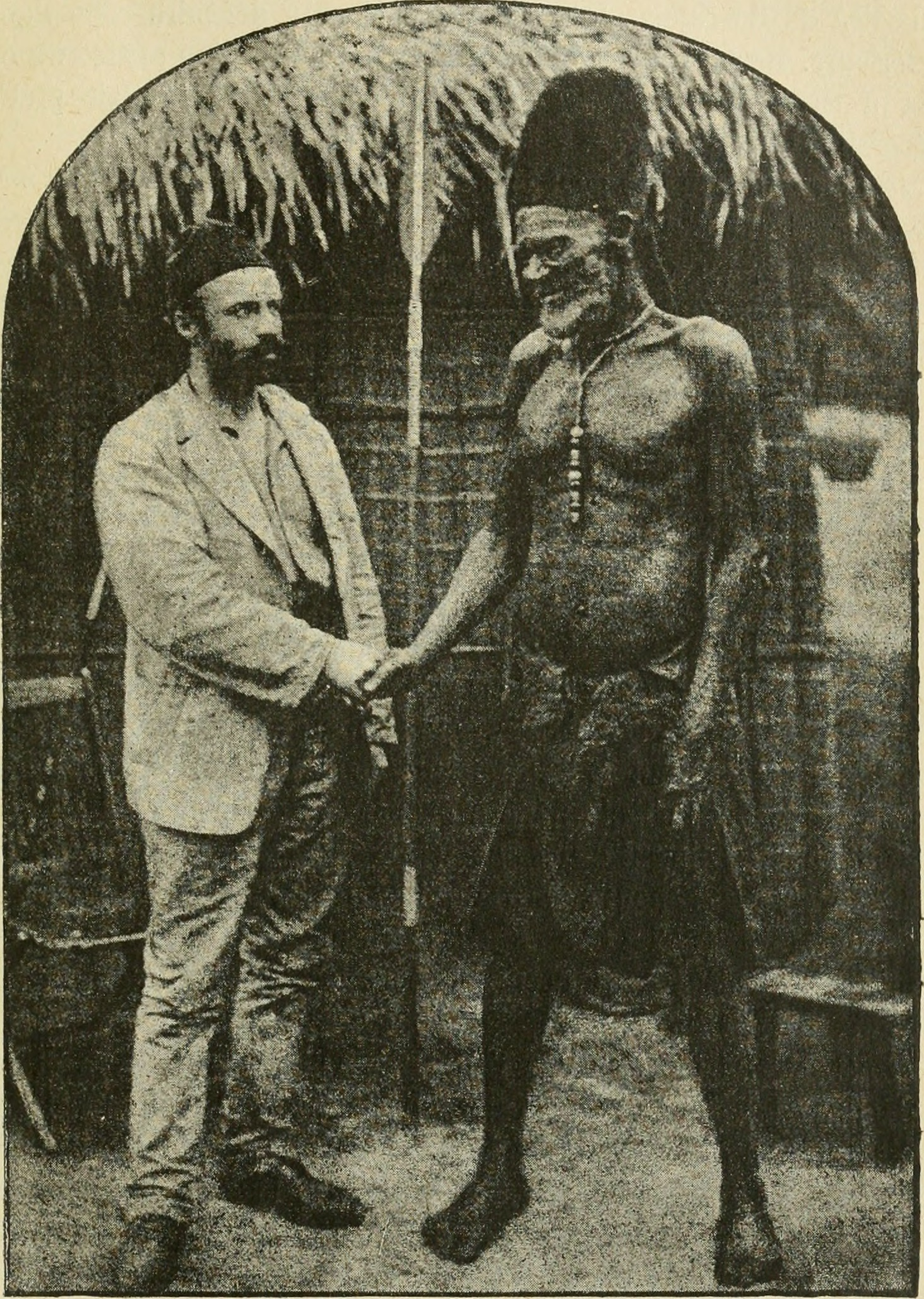
Camille Coquilhat junto a un jefe bangala, c. 1888.

Cuando el misionero George Grenfell protestó contra la compra de esclavos para el consumo, los habitantes de la zona de Ubangi respondieron: «Ustedes comen aves y cabras y nosotros comemos hombres; ¿cuál es la diferencia?» En la región de Bangala, la gente argumentó que «ciertamente no habían hecho nada reprensible, [ya que] los hombres o mujeres que habían matado y comido les pertenecían en plena propiedad». Torday y otros notaron que la gente «no distinguía entre la práctica de comer carne de cabra y la de seres humanos» y, por lo tanto, ni siquiera entendían las quejas de otros consumidores de carne sobre las costumbres caníbales, rechazándolas por ilógicas e hipócritas.
Varios relatos confirman que la gente no veía nada malo o reprensible en su hábito. Desde Ubangi, un oficial colonial francés informó que el canibalismo se practicaba «a plena luz del día, no cínicamente, sino como algo natural ... uno come al hombre como uno comería búfalo o jabalí». Según el misionero francés Prosper Philippe Augouard, los lugareños, aunque con frecuencia mataban y se comían a un niño esclavo «como si fuera un buey o una oveja», eran bastante amigables y «amables»; reaccionaron con asombro ante la negativa de los misioneros a «comer tal manjar».
En la región de Bangala, cuando un jefe local visitó al oficial colonial belga Camille Coquilhat, éste llevaba en su canoa a un gran grupo de invitados, así como «la mitad restante de un hombre al vapor en una olla enorme», un esclavo que había sido sacrificado y cocinado por la mañana. Cuando Coquilhat, horrorizado por lo que vio, les prohibió desembarcar, el jefe pensó que estaba bromeando. No podía entender la ira de Coquilhat, argumentando, como otros, que «ese hombre al que condené a muerte era de mi propiedad» y que no había diferencia entre matar a una cabra y matar a un esclavo. Ekholm Friedman comenta:

Mongonga compró a su víctima en el mercado, como carne común, e invitó a sus amigos a una fiesta con grandes cantidades de cerveza. Parece una actividad de la vida diaria, libre de emociones fuertes. Le sorprendió la crítica de Coquilhat y comparó su propia compra del esclavo con la de una cabra. Lo que importaba ... parece haber sido que había pagado por su víctima canibalizada. Lo trataba como alimento, como ganado.

Hinde también señala que la gente no hacía mucha diferencia entre consumir carne humana y animal, excepto que preferían el sabor de la primera. Informa de que poco después del establecimiento de un puesto colonial en el río Sankuru, un joven jefe songye pidió prestado el cuchillo del comandante del puesto, que luego utilizó para cortar la garganta de una pequeña esclava que había comprado, aparentemente sin saber nada de lo que había hecho. Cuando vieron al hombre cocinando el cuerpo de la niña, Hinde hizo que lo arrestaran y lo encarcelaran durante dos meses.
Disasi Makulo, un joven turumbu educado por misioneros cristianos, experimentó vívidamente el contraste entre las costumbres locales y los valores de sus maestros. Cuando regresó a mediados de la década de 1890 a su lugar de nacimiento, los aldeanos celebraron «una gran fiesta», para la que querían matar a dos personas esclavizadas además de cabras y perros. Makulo se sintió «muy indignado» e intervino para salvar a los esclavos, pero muchos aldeanos «se preguntaban con asombro por qué sentía lástima por estos esclavos. Otros me acusaban de haberles impedido comer la deliciosa carne de un ser humano». Cuando regresó más tarde, observó que todavía se estaba matando a personas esclavizadas para su consumo.
Varios relatos indican que los caníbales, aunque no eran deliberadamente crueles, tampoco les preocupaba hacer sufrir a sus víctimas. En lugar de matarlas rápidamente, «a las personas que iban a ser comidas a menudo se les rompían los brazos y las piernas y se les obligaba a sentarse hasta el cuello en un arroyo durante [hasta] tres días, una práctica que se decía que hacía que su carne fuera más tierna, antes de matarlas y cocinarlas». Tanto adultos como niños y también animales, como pájaros y monos, eran sometidos rutinariamente a este tratamiento antes de ser sacrificados. Los misioneros de la zona de Ubangi no sólo estaban preocupados porque los niños esclavos eran devorados como algo normal, sino también porque muchos de estos niños tenían que pasar su última noche con gran dolor, tirados en el río con las extremidades rotas. Pero a sus dueños no les molestaba, señalando que esto «maceraría la carne y la haría más tierna». Sus propios «placeres» les importaban más que la «agonía» y las «vidas de los demás», comentó un historiador de la misión.
Ekholm Friedman observa que el canibalismo congoleño a menudo parece haber sido «sorprendentemente profano», ya que muchas víctimas no eran enemigos devorados por odio, sino «simplemente carne comprada en el mercado» o, a veces, personas esclavizadas «asesinadas por comportamiento refractario», sin que se hiciera una distinción discernible entre esclavos y animales comestibles. Aquellos destinados a ser devorados eran mantenidos como ganado. Una vez sacrificados y comidos, a menudo se hacía sin «rituales elaborados» y sin emociones particulares, salvo un «deleite» por el «excelente» sabor. Lejos de ser una costumbre «primitiva», el canibalismo estaba «asociado con el éxito y el desarrollo», como observaron los europeos (a menudo para su sorpresa). Lo practicaban principalmente «los grupos más desarrollados y políticamente poderosos», que eran lo suficientemente fuertes como para subyugar y capturar a otros o lo suficientemente ricos como para comprar esclavos. Otro autor señala que los menos pudientes admiraban a lo suficientemente ricos como para cenar esclavos con regularidad. Entre los que se comían había muchas mujeres y niños. De hecho, su carne a menudo era elogiada como incluso más sabrosa que la de los hombres. Sin embargo, los comedores (o al menos aquellos que podían invitar a otros a los festines caníbales) eran típicamente hombres y a menudo jefes, que controlaban la mayor parte del poder y los recursos.

### Orígenes y conexiones con el comercio internacional
Los orígenes del canibalismo congoleño se pierden en el tiempo. Las referencias más antiguas que se conocen al respecto se pueden encontrar en el Informe del Reino del Congo de Filippo Pigafetta, publicado a finales del siglo XVI basado en los recuerdos de Duarte López, un comerciante portugués que había vivido durante varios años en el Reino del Congo. López informó que más arriba en el río Congo, vivía un pueblo que se comía tanto a los enemigos muertos como a los esclavos que no podían vender por un «buen precio».

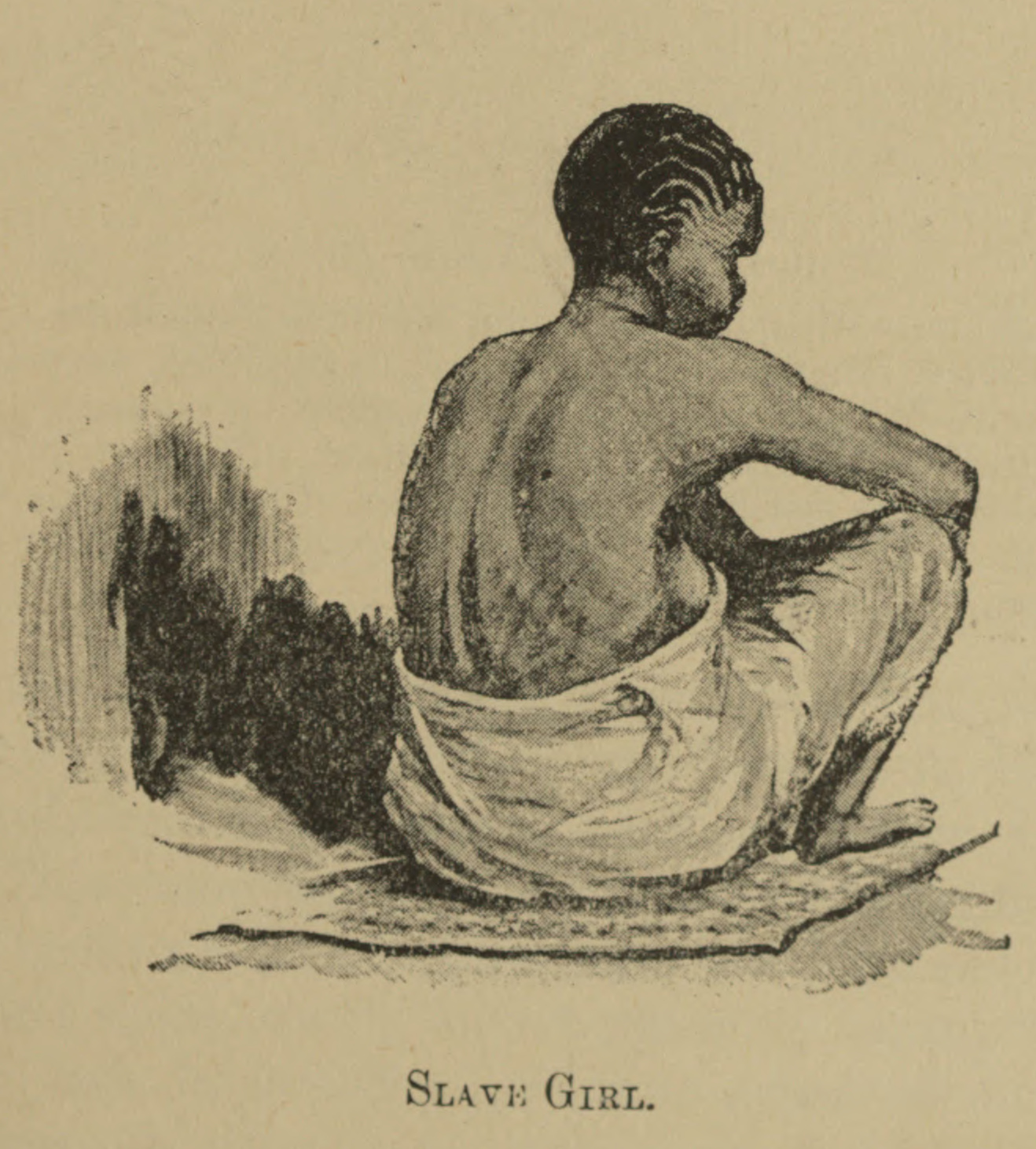
Una esclava congoleña – dibujo de James Sligo Jameson, quien observó cómo una niña de 10 años que había comprado era asesinada, cocinada y devorada, supuestamente para satisfacer su curiosidad sobre el canibalismo.

Los registros orales indican que ya en una época en la que la esclavitud no estaba muy extendida en la cuenca del Congo, la gente asumía que cualquier persona esclavizada y vendida probablemente sería devorada «porque el canibalismo era común y los esclavos se compraban especialmente para tales fines». En el siglo XIX, las guerras y las incursiones esclavistas aumentaron en la cuenca del Congo como resultado de la demanda internacional de esclavos, que ya no podían ser capturados tan fácilmente cerca de las costas. Como resultado, el consumo de esclavos también aumentó, ya que la mayoría de los que se vendían en el comercio de esclavos del Atlántico eran individuos jóvenes y saludables de entre 14 y 30 años, y existían preferencias similares en el comercio de esclavos árabe-suajili. Sin embargo, muchos de los cautivos eran más jóvenes, mayores o se consideraban menos vendibles, y esas víctimas a menudo eran devoradas por los esclavistas africanos o vendidas a caníbales que las compraban como «carne».
La mayoría de los relatos de canibalismo en el Congo son de finales del siglo XIX, cuando el comercio de esclavos del Atlántico se había detenido, pero la esclavitud todavía existía en África y el mundo árabe. Varios informes indican que alrededor del río Ubangi, las personas esclavizadas eran intercambiadas frecuentemente por marfil, que luego era exportado a Europa o las Américas mientras que los esclavos eran comidos. Algunos comerciantes europeos parecen haber participado directa y conscientemente en estas transacciones mortales, mientras que otros miraban hacia otro lado. Los cazadores de elefantes locales preferían la carne, especialmente de seres humanos jóvenes (de cuatro a dieciséis años era el rango de edad preferido, según un comerciante) «porque no solo era más tierna sino también mucho más rápida de cocinar» que la carne de elefantes u otros animales grandes.

### Relatos de testigos presenciales y supervivientes

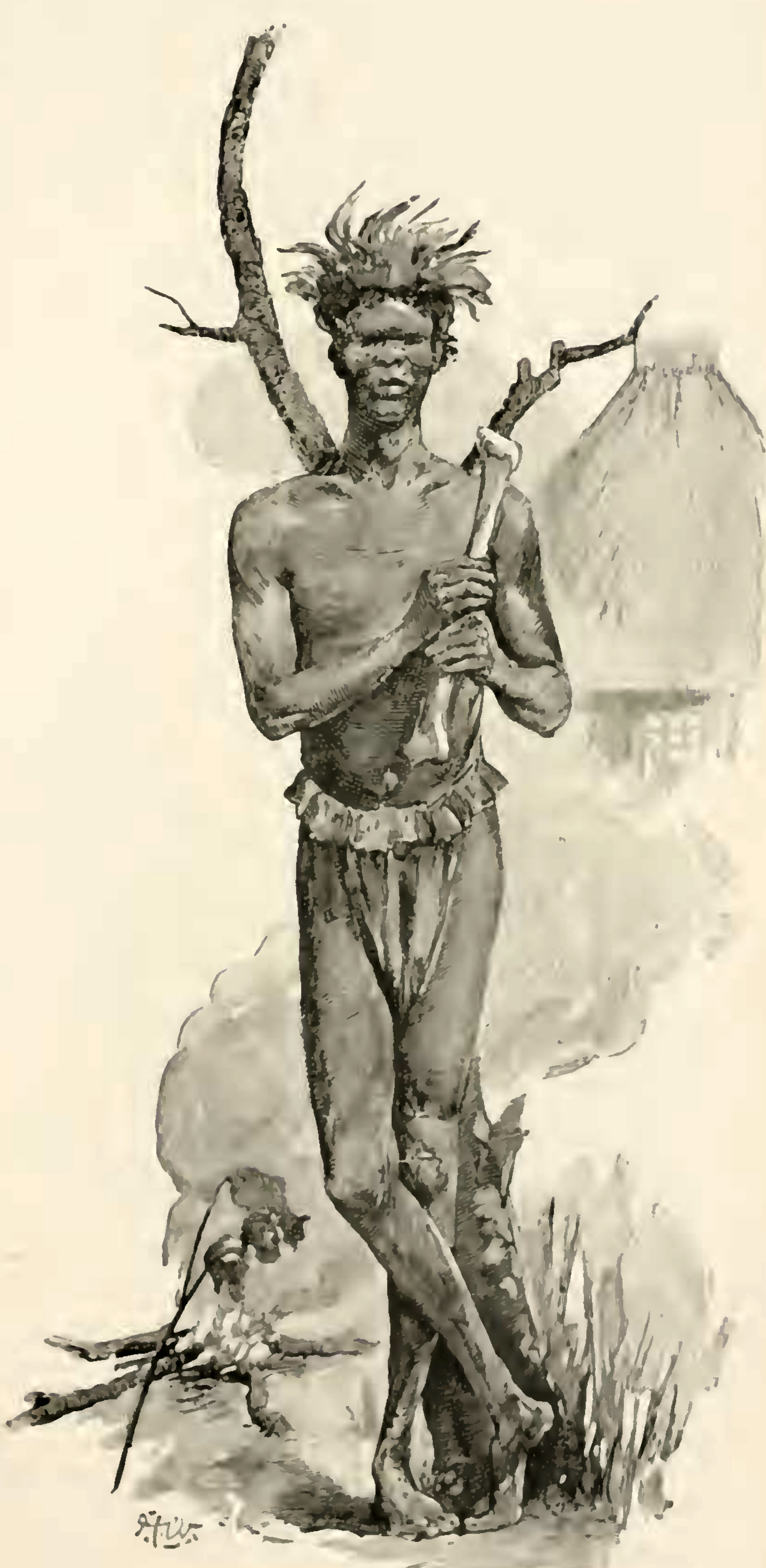
«Una escena de caníbal con carne humana asándose sobre el fuego» – dibujo de Herbert Ward (1891).

Aunque escépticos como William Arens a veces afirman que no hay relatos creíbles de testigos presenciales de actos caníbales, hay numerosos relatos de este tipo en el Congo. David Livingstone «vio partes humanas cocinadas con plátanos», y muchos otros europeos -entre ellos Hinde- «relataron haber visto restos humanos cocinados tirados alrededor de fogatas abandonadas». Los soldados del explorador alemán Hermann Wissmann vieron cómo un líder árabe-suajili disparó a personas capturadas y heridas en una redada de esclavos y luego las entregó «a sus tropas auxiliares, quienes ... las cortaron en pedazos y las arrastraron hasta el fuego para que sirvieran como cena».
Al visitar un pueblo cerca del río Aruwimi, Herbert Ward vio a un hombre «que llevaba cuatro grandes trozos de carne humana, con la piel todavía adherida, en un palo», y poco después «un grupo de hombres en cuclillas alrededor de un fuego, ante el cual se estaba cocinando esta carne espantosa, expuesta en asadores»; Le dijeron que la carne provenía de un hombre (o persona) que habían matado unas horas antes. En otra ocasión, cuando «acampaba para pasar la noche con un grupo de asaltantes árabes y sus seguidores», él y sus compañeros se sintieron «obligados a cambiar la posición de nuestra tienda debido al olor ofensivo de la carne humana, que se estaba cocinando por todos lados».
Cerca del río Ubangi, que formaba la frontera entre las empresas coloniales belgas y francesas, el viajero francés Jacques d'Uzès vio a los auxiliares locales de las tropas francesas matar a «algunas mujeres y algunos niños» después de una expedición punitiva, luego cocinar su carne en ollas y «disfrutarla».[165] Entre el pueblo mangbetu en el noreste, Georg A. Schweinfurth vio un brazo humano siendo ahumado sobre un fuego. En otra ocasión, vio a un grupo de mujeres jóvenes usando agua hirviendo para «escaldar el pelo de la mitad inferior de un cuerpo humano» como preparación para cocinarlo. Unos años más tarde, Gaetano Casati vio cómo se servía la pierna asada de una esclava en la corte del rey Mangbetu. Se podrían añadir más relatos de testigos oculares.
También hay algunos relatos de supervivientes de personas que apenas escaparon de ser devoradas. Hinde describe un incidente en el que 37 prisioneros de guerra escaparon durante la guerra árabe del Congo. El comandante de Hinde pidió al jefe local de los Songye que los devolviera, pero resultó que «se los habían comido a todos». El único superviviente, que posteriormente fue enviado de vuelta por el jefe, fue un joven sirviente de Hinde que se había escapado con los desertores y se había salvado gracias a la influencia de un amigo del pueblo. Sus descripciones de cómo habían sido devorados los demás «eran bastante repugnantes», señala Hinde.
Otro relato de un superviviente fue registrado por un misionero alemán estacionado cerca de la confluencia del Aruwimi. Un día, un niño de unos siete años salió corriendo de la selva y pidió protección, con la piel desnuda ensangrentada y cubierta de tierra. Explicó que él y su hermano gemelo habían sido atrapados por un grupo de ocho viajeros que podrían haber estado buscando provisiones mientras recogían comida en el bosque. Habían atado a los niños y los habían metido en su canoa. Al acampar por la noche, después de encender una gran hoguera, habían matado a su hermano para alimentarse.

Se agacharon a su alrededor, le sujetaron las manos y los pies, y luego le cortaron la garganta. Oí a mi Kitibo, mi querido hermano, gemir, gemir como un antílope moribundo. Sus gemidos se hicieron más lentos y débiles, y luego murió ... ¡Mi alma se rompió de dolor! Lo descuartizaron y pusieron su carne en sus ollas.

Escuchó a los hombres hablar de ahumarlo más tarde, pero mientras estaban distraídos cocinando a su hermano, logró liberarse de sus ataduras y escapar.

### SigloXXhasta la actualidad
Los informes provenientes del Congo Belga indican que el canibalismo todavía se practicaba ampliamente en algunas regiones en la década de 1920. Hermann Norden, un estadounidense que visitó la región de Kasai en 1923, descubrió que «el canibalismo era algo común». La gente tenía miedo de caminar fuera de los lugares poblados porque existía el riesgo de ser atacada, asesinada y devorada. Norden habló con un colono belga que «admitió que era bastante probable que en ocasiones le hubieran servido carne humana sin saber lo que estaba comiendo»; era simplemente un plato que aparecía en las mesas de vez en cuando. Un joven local le explicó a Norden que, como en épocas anteriores, se comía porque «sabía mejor que cualquier otra» carne. Añadió que su conocido belga en común sabía muy bien que la carne humana «sabe mejor que la carne de cabra», aparentemente sin creer que esta última la hubiera comido sin saberlo.
Otros viajeros oyeron rumores persistentes de que todavía existía un comercio clandestino de esclavos, algunos de los cuales (adultos y niños por igual) eran asesinados regularmente y luego «cortados en pedazos y cocinados como carne común» en los alrededores de Kasai y el río Ubangi. El estado colonial parece haber hecho poco para desalentar o castigar tales actos. También hay informes de que a veces se vendía carne humana en los mercados de Kinsasa y Brazzaville, «justo en medio de la vida europea». Norden observó que el canibalismo era tan común que la gente hablaba de él con bastante «casualidad»: «No se le daba ningún énfasis ni se mostraba horror. Esta persona había muerto de fiebre; a esa otra la habían devorado. Todo era cuestión de suerte».
El uso culinario de la carne humana continuó después de la Segunda Guerra Mundial. En 1950, un administrador belga comió un plato «notablemente delicioso» y, tras terminarlo, se enteró de que «la carne procedía de una jovencita». Unos años más tarde, a un viajero danés le sirvieron un trozo de la carne «suave y tierna» de una mujer masacrada. Los funcionarios coloniales estimaron que casos similares todavía eran bastante comunes en el campo, pero por lo general no investigaban a menos que se enfrentaran a huesos frescos u otra prueba clara.
Durante la crisis del Congo, que siguió a la independencia del país en 1960, se comían partes del cuerpo de los enemigos muertos y, a veces, se vendía la carne de las víctimas de la guerra para el consumo. En Luluabourg (hoy Kananga), una periodista estadounidense vio un camión manchado de sangre. Un comisario de policía que investigaba la escena le dijo que «dieciséis mujeres y niños» habían sido atraídos a un pueblo cercano para que entraran en el camión, secuestrados y «masacrados ... para comer carne». También habló con un misionero presbiteriano, que justificó este acto alegando que se debía a una «necesidad de proteínas ... Los cuerpos de sus enemigos son la única fuente de proteínas disponible».
En situaciones de conflicto, el canibalismo persistió hasta el siglo XXI. Durante la primera década del nuevo siglo, se han registrado actos de canibalismo en la segunda guerra del Congo y el conflicto de Ituri en el noreste de la República Democrática del Congo. Según investigadores de la ONU, combatientes pertenecientes a varias facciones «asaban» cuerpos humanos «en una barbacoa»; niñas eran hervidas «vivas en ... grandes ollas llenas de agua hirviendo y aceite» o «cortadas en trozos pequeños ... y luego comidas». Un experto en derechos humanos de la ONU informó en julio de 2007 que las atrocidades sexuales cometidas por grupos rebeldes, así como por las fuerzas armadas y la policía nacional contra mujeres congoleñas iban «mucho más allá de la violación» e incluían esclavitud sexual, incesto forzado y canibalismo. En la región de Ituri, gran parte de la violencia, que incluía un «canibalismo generalizado», se dirigía deliberadamente contra los pigmeos, a quienes se creía relativamente indefensos e incluso se los consideraba infrahumanos por algunos otros congoleños.
Los investigadores de la ONU también recogieron relatos de testigos presenciales de canibalismo durante un conflicto violento que sacudió la región de Kasai en 2016/2017. Se cocinaban y comían varias partes de enemigos muertos y cautivos decapitados, incluidas sus cabezas, muslos y penes.

## África oriental

### Prehistoria
La evidencia más antigua y firme de canibalismo proviene de marcas de cortes en huesos descubiertos en Turkana, Kenia, de hace 1,45 millones de años, lo que indica que los humanos arcaicos se comían entre sí en ese momento. Sin embargo, en ese momento y lugar, coexistían múltiples especies humanas (Homo), por lo que no se sabe con certeza si se trataba estrictamente de canibalismo. La tibia reemplaza un cráneo más antiguo de Homo habilis o Australopithecus que data de hace unos 2 millones de años y que fue más controvertido como evidencia de canibalismo, que tiene marcas que ahora se sugiere que se deben a causas naturales. La evidencia más extensa de huesos humanos que han sido «despojados» por otros humanos se remonta a 600 000 años. Los huesos más antiguos de Homo sapiens (de Etiopía) también muestran signos de esto. Sin embargo, a pesar de la evidencia arqueológica de su ocurrencia, la frecuencia del canibalismo prehistórico sigue siendo desconocida y controvertida.

### Era moderna temprana y colonial

#### Zimba
Varios relatos orales africanos y documentos portugueses mencionan a un pueblo conocido como Zimba, que alrededor de la década de 1590 invadió partes del norte de Zambesia (hoy Zambia) y regiones vecinas. Es posible que fueran refugiados de la orilla sur del río Zambeze y a menudo se los describe como caníbales. Las fuentes orales los describen como mercenarios que lucharon para Lundu, un gobernante sobre una parte del reino Maravi. En 1592, varios cientos de portugueses y muchos de sus aliados locales murieron en una lucha contra los Zimba por el control del área alrededor de Sena, una ciudad en el Zambeze donde los portugueses tenían un importante centro de distribución. Después de otro intento fallido de los portugueses de derrotar militarmente a los Zimba, ambas partes llegaron a un acuerdo de paz al año siguiente.
El historiador portugués Manuel de Faria e Sousa escribe que, cuando los zimba saqueaban una ciudad, no dejaban nada atrás excepto «montones de ruinas y huesos de los habitantes» y que se comían completamente a los enemigos muertos en las peleas, «excepto sus cabezas, manos y pies». Según el misionero João dos Santos, la carne humana podía comprarse en sus asentamientos al igual que la de bueyes u ovejas y no solo comían a los enemigos muertos, sino también a los cautivos esclavizados una vez que eran «viejos y ya no estaban en condiciones de trabajar». Después del acuerdo de paz con los portugueses, dejaron de comer carne humana en público, pero al parecer continuaron haciéndolo en privado si se les daba la oportunidad, a veces matando y consumiendo esclavos si no lograban venderlos a buen precio.
Existe cierta disputa sobre la confiabilidad de las fuentes que hacen referencia a los zimba. El misionero y antropólogo holandés Jan Matthew Schoffeleers escribe que, debido a las «sorprendentes superposiciones» entre las fuentes escritas y la historia oral local, «uno tiene que tomar esa información en serio a menos que tenga buenas razones para no hacerlo»

#### Lago Victoria
Los relatos orales recopilados entre el pueblo sukuma al sur del lago Victoria están llenos de referencias a las prácticas caníbales de un pueblo que se estableció en la zona a principios del siglo XVII. Varios relatos los describen como inmigrantes de la cuenca oriental del Congo; el nombre de su líder a veces se da como Nkanda. Se establecieron en un área que hoy pertenece al distrito Meatu de Tanzania, atacando y devorando a la población local. Según las tradiciones orales, el número de víctimas fue sustancial. Si bien algunas personas creen que los inmigrantes trajeron consigo sus costumbres caníbales, otros afirman que comenzaron a comer personas solo después de establecerse. La región fue devastada por una hambruna severa de 1617 a 1623 y es posible que el consumo de carne humana comenzara como una reacción a la falta de otros alimentos. Si bien los orígenes de la costumbre son inciertos, los relatos orales coinciden en que los caníbales abandonaron su práctica después de varios años, tal vez porque la hambruna había terminado o por la presión para adaptarse a las costumbres locales.

### SigloXXhasta la actualidad

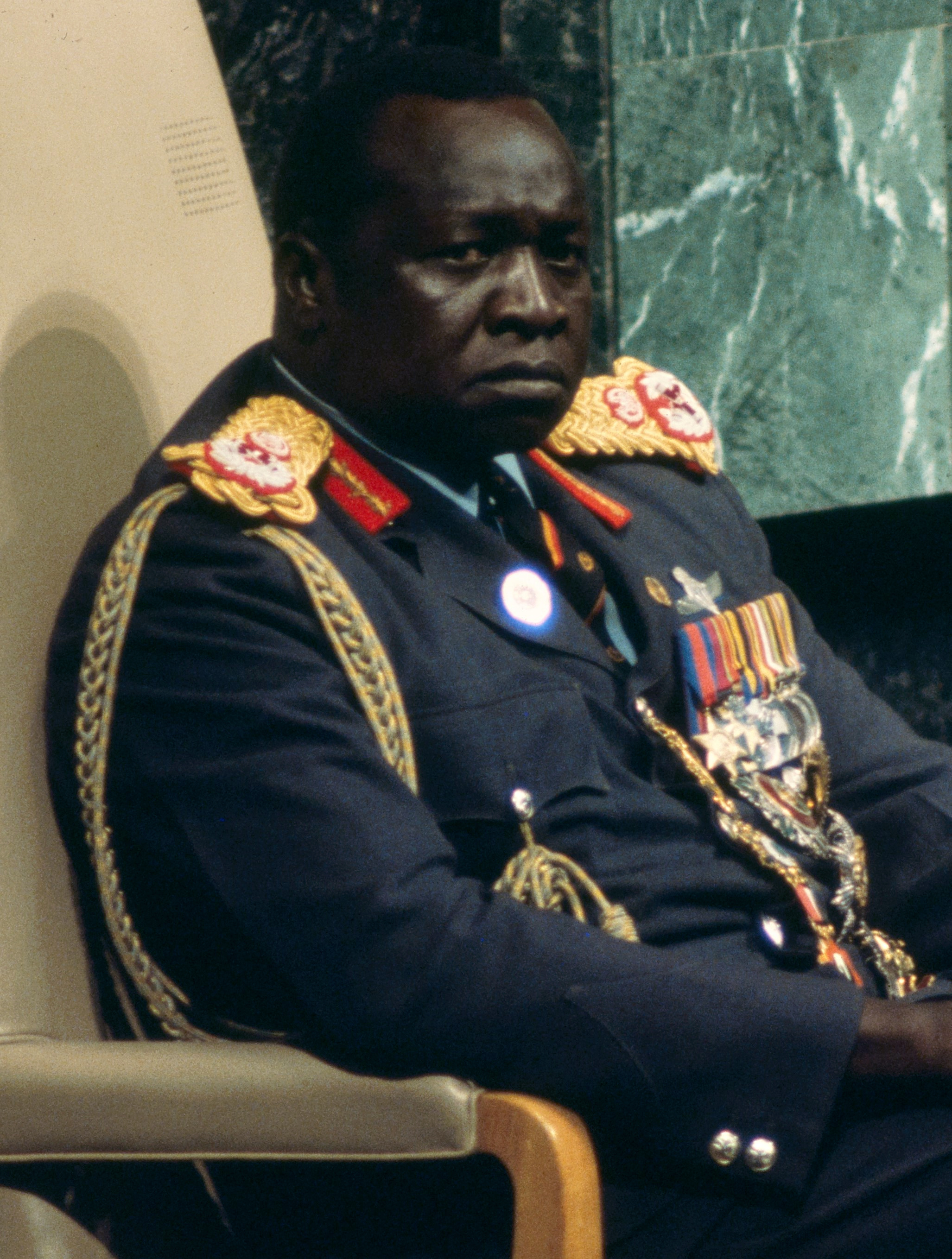
Idi Amin en 1975.

Algunos relatos sugieren que, hasta mediados del siglo XX, en algunas partes de África oriental se comía y, ocasionalmente, también se vendía carne humana. En 1937, un hombre fue ejecutado en Uganda «por hervir y comerse a un bebé». A principios de los años 1960, al antropólogo Robert B. Edgerton le ofrecieron dedos humanos ahumados, así como «un trozo ahumado de las nalgas de una mujer joven, un corte verdaderamente 'exquisito'», según el vendedor. Varios años antes, «dos niños bien engordados» fueron ofrecidos a un europeo que compraba un asado navideño en Nyasalandia (hoy Malaui).
En los años 1970, el dictador ugandés Idi Amin tenía fama de practicar el canibalismo. Más recientemente, el Ejército de Resistencia del Señor ha sido acusado de participar rutinariamente en canibalismo ritual o mágico. También hay informes de que los brujos del país a veces utilizan partes del cuerpo de niños en sus medicinas.
Durante la Guerra civil de Sudán del Sur, se han reportado casos de canibalismo y canibalismo forzado en Sudán del Sur.